# Neujahrskonzert der Wiener Philharmoniker 1945

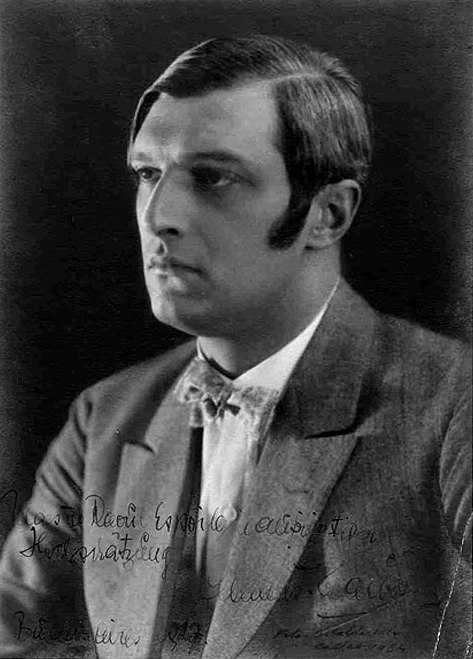
Clemens Krauss (1915)

Die Philharmonische Akademie vom 1. Jänner 1945 im Goldenen Saal des Wiener Musikvereins gilt als das Neujahrskonzert der Wiener Philharmoniker 1945 und war in der Zählweise der Wiener Philharmoniker ab 1941 beginnend das fünfte Neujahrskonzert der Wiener Philharmoniker. Dirigiert wurde es zum fünften Mal von Clemens Krauss, dem vormaligen Direktor der Staatsopern von Wien, Berlin und München.

## Hintergrund
Während bereits halb Europa in Schutt und Asche lag, die Alliierten nach der Landung in der Normandie auf Deutschland und demzufolge auch Österreich in Form der ab 1939 eingeführten Alpen- und Donau-Reichsgaue zusetzten sowie Wien durch zahlreiche Luftangriffe angriffen (der schwerste dieser sollte allerdings erst am 12. März 1945 folgen) und Budapest am 25. Dezember 1944 durch die Rote Armee eingekesselt wurde, spielten die Wiener Philharmoniker nahezu unermüdlich Konzerte: Im Zeitraum März 1944 bis Mai 1945 verzeichnet das Konzert-Archiv der Wiener Philharmoniker insgesamt 162 Einträge.
Am 10., 11. und 12. März 1944 fanden einerseits die letzten Abonnementkonzerte statt, nach der Theatersperre ab September 1944 setzte Direktor Karl Böhm andererseits eine Reihe von Konzerten in der Staatsoper an. Danach erhöhte sich aber in der Folge immer mehr der Anteil von Musik der Strauss-Dynastie auf über 50 % des gespielten Repertoires des Orchesters: Der Historiker Fritz Trümpi legte mit Hilfe statistischer Analyse offen, dass zum Jahreswechsel 1944/45 „das Orchester dann unentwegt Strauss-Walzer“ spielte. Die mutmaßlich letzte Veranstaltung in der Staatsoper selbst vor deren Bombentreffern im März 1945 war wohl das Silvesterkonzert 1944 der Wiener Philharmoniker, geleitet von Anton Paulik, gewidmet ausschließlich Werken von Johann Strauss (Sohn).
Streng genommen war die Philharmonische Akademie am 1. Jänner 1945 kein Neujahrskonzert der Wiener Philharmoniker, denn erst nach der Österreichischen Unabhängigkeitserklärung von 1945 führte Josef Krips mit dem Neujahrskonzert der Wiener Philharmoniker 1946 diesen Titel ein, der erst ab da auch beibehalten wurde. Gleichwohl knüpft die Zählung des Orchesters nicht an die demokratische Nachkriegstradition an, sondern bezieht die „NS-Konzerte“ der Philharmonischen Akademien der Jahre 1941–1945 unter Krauss mit ein. Überdies war es das sechste Konzert zum Jahreswechsel, denn zur Jahreswende 1939/40 gab es bereits ein Außerordentliches Konzert der Wiener Philharmoniker, welches allerdings am Silvesterabend 1939 stattfand und ebenfalls von Clemens Krauss geleitet wurde.

## Programm derPhilharmonischen Akademie

### Konzertprogramm
1. Johann Strauss (Sohn): Ouvertüre zur Operette Indigo und die vierzig Räuber*
2. Johann Strauss (Sohn): Klangfiguren, Walzer, op. 251*
3. Johann Strauss (Sohn): Stadt und Land, Polka Mazur, op. 322*
4. Johann Strauss (Sohn): Éljen a Magyar!, Polka schnell, op. 332
5. Josef Strauss: Mein Lebenslauf ist Lieb' und Lust, Walzer, op. 263*
6. Josef Strauss: Die Libelle, Polka Mazur, op. 204
7. Josef Strauss: Ohne Sorgen, Polka schnell, op. 271*
8. Johann Strauss (Sohn): Patronessen-Polka, Polka française, op. 286*
9. Johann Strauss (Sohn): O schöner Mai!, Walzer, op. 375*
10. Johann und Josef Strauß: Pizzicato-Polka
11. Johann Strauss (Sohn): Vergnügungszug, Polka schnell, op. 281*
12. Johann Strauss (Sohn): Geschichten aus dem Wienerwald, Walzer, op. 325

### Zugaben
1. Johann Strauss (Sohn): Perpetuum mobile, musikalischer Scherz, op. 257
2. Johann Strauss (Sohn): An der schönen blauen Donau, Walzer, op. 314

Werkliste und Reihenfolge sind der Website der Wiener Philharmoniker entnommen.
Die mit * gekennzeichneten Werke standen erstmals auf dem Programm eines Neujahrskonzertes.

## Besetzung (Auswahl)
- Clemens Krauss, Dirigent
- Wiener Philharmoniker

## Vorläufer und Wiederholungen
Am 29. Dezember 1944 spielte das Orchester für den Rundfunk, am 30. und 31. Dezember 1944 folgten zwei Strauss-Konzerte unter Paulik, am 1. Jänner 1945 schließlich die Philharmonische Akademie unter Krauss.
Geleitet von Clemens Krauss folgten danach:
- Eine Kurzfassung wurde am 6. Jänner 1945 als Werkpausenkonzert im Wiener Stadtbauamt gespielt. Gestrichen wurden zwei Polkas, ein Walzer und das Perpetuum mobile.[6]
- Eine programm-idente Wiederholung fand am 7. Jänner 1945 im Musikverein statt.[7]
- Zwei der fünf Salzburger Konzerte vom März 1945 waren Werken der Strauss-Dynastie gewidmet, neun der elf Titel stammten aus der Philharmonischen Akademie vom 1. Jänner 1945. Ergänzend wurden der Walzer Morgenblätter, op. 279, und der Kaiser-Walzer, op. 437, in das Programm aufgenommen. Das erste Strauss-Konzert fand im Festspielhaus statt,[8] das zweite in der SS-Kaserne Glasenbach.[9]
- Am 1. Mai 1945, wenige Tage nach der Befreiung Wiens, fand ein teilweise deckungsgleiches Konzert im Musikverein statt. Sechs Titel blieben gleich, vier neue kamen hinzu, darunter der Russische Marsch von Johann Strauss (Sohn), op. 426.[10]

## Tondokumente
- Clemens Krauss – Complete Decca Recordings: Die Stücke des Neujahrskonzertes 1945, dirigiert von Clemens Krauss (allerdings nicht als Originalaufnahmen des Konzertes 1945)